# Cristina Paluselli
Cristina Paluselli (né le 23 octobre 1973) est une fondeuse italienne.

## Palmarès

### Championnats du monde
- Championnats du monde de 2001 à Lahti  Finlande:
  -  Médaille de bronze en relais 4 × 5 km